# Discografia italiana dei Puffi
Di seguito vengono riportati tutti gli album ed i singoli ufficiali italiani legati o ispirati alle varie serie e lungometraggi dei Puffi. Sono escluse quindi le numerose compilation non ufficiali in cui siano state inserite cover delle sigle trasmesse in Tv.
Il primo ad incidere album e singoli dedicati ai Puffi fu Father Abraham, pseudonimo del cantautore e compositore tedesco Petrus Antonius Laurentius Kartner. Nessuno di questi album però fu pubblicato in Italia in quanto i Puffi non erano ancora popolari, ad eccezione del singolo La canzone dei Puffi, traduzione italiana del brano The Smurf song. Sul 45 giri pubblicato nel 1978, non compaiono riferimenti ad alcuna serie o film dei Puffi ma, probabilmente fu tradotto in italiano in concomitanza della distribuzione italiana al cinema de Il flauto a sei Puffi, primo lungometraggio dei Puffi che aveva riscontrato un buon successo anche in Italia.
La prima sigla italiana della serie animata dei Puffi, Il paese dei Puffi, fu incisa dal cantautore argentino Victorio Pezzolla nel 1981 su etichetta K-tel, distribuita dalla RCA Italiana. Pezzolla incise nello stesso anno anche un intero album di canzoni ispirate alla serie dal titolo Arrivano i Puffi. Questa sigla fu utilizzata per la prima messa in onda sulle reti locali.
Nel 1982 la serie fu trasmessa da Canale 5 con la sigla Canzone dei Puffi incisa da Cristina D'Avena. Il brano ottenne un grande successo con oltre cinquecentomila copie vendute. Il brano rimase in classifica per otto settimane raggiungendo la sesta posizione. Nello stesso anno viene pubblicato anche il secondo LP italiano dedicato alla serie I Puffi, su LP ed MC nel 1982 dell'etichetta discografica K-Tel. Nel disco sono presenti quattro brani incisi da Cristina D'Avena, che appaiono per gentile concessione della Five Record..
Nel 1983 la serie passa su Italia 1 con una nuova sigla di Cristina D'Avena, John e Solfami che ottiene nuovamente successo riuscendo a toccare l'ottava posizione della classifica dei singoli più venduti. Nello stesso anno viene pubblicato il terzo album monografico dedicato alla serie, Le canzoni dei Puffi, distribuito su etichetta Durium.
Nel 1984 vengono realizzate due sigle diverse, Puffi la la la incisa dalla D'Avena e Due giovani eroi, John e Solfami, incisa dall'orchestra e coro di Augusto Martelli. Nello stesso anno viene pubblicato il quarto album monografico dal titolo La banda dei Puffi su etichetta Durium.
Nel 1985 viene realizzata la nuova sigla Che bello essere un Puffo, nuovamente dalla D'Avena.
Nel 1986 è la volta di Puffa di qua, puffa di là.
Nel 1987 la cantante incide un intero album monografico dal titolo Puffiamo all'avventura composto da undici brani dedicati alla serie mai ascoltati nella messa in onda più la sigla dell'anno precedente, Puffa di qua, puffa di là.
Nello stesso anno la sigla viene nuovamente cambiata, è la volta di Ogni Puffo pufferà.
Nel 1988 viene pubblicata Puffi qua e là.
Nel 1989 viene incisa I Puffi sanno, forse tra le più popolari in quanto utilizzata spesso anche per le repliche successive del cartone.
Amici Puffi, sigla del 1990 è l'ultima ad essere pubblicata su supporto 45 giri.
Nel 1996 Puffa un po' di arcobaleno è l'ultima sigla ufficiale italiana realizzata per la serie, pubblicata solo su supporto CD nella compilation Fivelandia 14. Il brano verrà pubblicato anche come singolo digitale ma soltanto nel 2009, in occasione del cinquantesimo anniversario della nascita dei Puffi.
Nel 2017 viene incisa dalla D'Avena Noi Puffi siam così, canzone ufficiale italiana del film I Puffi - Viaggio nella foresta segreta.
Nella colonna sonora delle serie animate compaiono inoltre brani di musica classica di Franz Schubert (Sinfonia "Incompiuta"), Nikolaj Andreevič Rimskij-Korsakov (Shéhérazade), Ludwig van Beethoven (Sonate per pianoforte n.8 "Patetica" e n.14 "Chiaro di luna"), Pëtr Il'ič Čajkovskij (Sinfonia n.6 "Patetica"), Modest Petrovič Musorgskij (Quadri di un'esposizione).

## Elenco cronologico delle sigle
- La canzone dei Puffi 1978 (Brano cantato da Father Abraham, non esistono fonti che indichino il brano come sigla ufficiale o colonna sonora della serie)
- Il Paese dei Puffi, 1981, (Prima sigla italiana eseguita da Victorio Pezzolla e i Puffi)
- Canzone dei Puffi, 1982, (sigla cantata da Cristina D'Avena, disco d'oro nel 1983)
- John e Solfami, 1983, (sigla cantata da Cristina D'Avena)
- Puffi la la la, 1984, (sigla cantata da Cristina D'Avena)
- Due giovani eroi, John e Solfami, 1984, (sigla eseguita da "orchestra e coro di Augusto Martelli" con la partecipazione di Cristina D'avena nei cori)
- Che bello essere un Puffo, 1985, (sigla cantata da Cristina D'Avena)
- Puffa di qua, puffa di là, 1986, (sigla cantata da Cristina D'Avena)
- Ogni Puffo pufferà, 1987, (sigla cantata da Cristina D'Avena)
- Puffi qua e là, 1988, (sigla cantata da Cristina D'Avena)
- I Puffi sanno, 1989, (sigla cantata da Cristina D'Avena)
- Amici Puffi, 1990, (sigla cantata da Cristina D'Avena)
- Puffa un po' di arcobaleno, 1996, (sigla cantata da Cristina D'Avena)
- Noi Puffi siam così, 2017, canzone ufficiale italiana del film I Puffi - Viaggio nella foresta segreta, cantata da Cristina D'Avena

## Discografia italiana
Album e Compilation 
- 1981 - Arrivano i Puffi (LP/MC)
- 1982 - I Puffi (LP/MC)
- 1983 - Le canzoni dei Puffi (LP/MC)
- 1984 - La banda dei Puffi (LP/MC)
- 1987 - Puffiamo all'avventura (LP/MC - ristampato su CD nel 2006)
- 1993 - Le canzoni dei Puffi (MC - ristampato su CD nel 2006)
- 2001 - L'album dei Puffi (CD/MC)
- 2009 - 50 volte Puffi - I nostri primi cinquant'anni (Digital download)
- 2010 - Puffi che passione (CD/Digital download)

 Singoli 
- 1978 - La canzone dei Puffi/The Magic Flute Smurf (45 giri)
- 1981 - Il paese dei Puffi/Quel funghetto è casa mia (45 giri)
- 1982 - Canzone dei Puffi/Ghimbirighimbi (45 giri)
- 1983 - John e Solfami/La scuola dei Puffi (45 giri)
- 1984 - Puffi la la la/A E I O U (45 giri)
- 1984 - Due giovani eroi, John e Solfami (45 giri)
- 1985 - Che bello essere un Puffo/Notte Puff (45 giri)
- 1986 - Puffa di qua, puffa di là/Buon compleanno Grande Puffo (45 giri)
- 1987 - Ogni Puffo pufferà (45 giri)
- 1988 - Puffi qua e là (45 giri)
- 1989 - I Puffi sanno (45 giri)
- 1990 - Amici Puffi (45 giri)
- 2009 - Puffa un po' di arcobaleno (Digital download, pubblicata per la prima volta nel 1996)
- 2017 - Noi Puffi siam così (Digital download)

 Altre canzoni sui Puffi incise da Cristina D'Avena 
- A E I O U;
- Il puffo rock;
- Quando i Puffi;
- Il puffo Hic;
- Il puffo dispettoso;
- Il puffo volante;
- La scuola dei Puffi;
- Puffa una canzone;
- Tanti puffi a te;
- Il puffo alle Hawaii;
- La vita di noi Puffi;
- Dieci Puffini;
- Gargamella;
- Cara Puffetta;
- Il puffo Brontolone;
- Concerto per 100 Puffi;
- Puffiamo un due tre all'avventura;
- Madre Natura;
- Oh, oh Baby Puffo;
- Oh Gargamella ahi, ahi!!!;
- Puffiamo un girotondo;
- La canzone dei puffi (Euroline remix 1996);
- Un, due, tre l'orchestra c'è;
- Vanità vanità;
- La magia è sempre qua;
- Sempre allegri;
- Magica canzone;
- Buon compleanno Grande Puffo;
- Canzone dei Puffi (Remix 2004);

## Dati di vendita
- In Italia, il 45 giri Canzone dei Puffi, vinse il disco d'Oro per le oltre 500 000 copie vendute;
- Nel mondo, i dischi dei Puffi hanno venduto in totale 30 000 000 copie[7], di cui 10.000.000 negli ultimi anni (periodo di riferimento: 2011)[8].